# حقبة الحياة القديمة
حقبة الحياة القديمة أو الحياة المبكرة أو الحَفِيريّ (باللاتينية: Paleozoic)، بالاغريقية: (palaios = παλαιός = قديم + zoe = ζωή = حياة)، وهي أول وأطول حقبة من الحقب الجيولوجية الثلاثة لدهر البشائر، امتدت من 538.8  ± 0.6 إلى 251.902  ± 0.024 مليون سنة مضت، لمدة 286.898 مليون سنة تقريبا.
كانت الفترة الزمنية لحقبة الحياة القديمة مثيرة من ناحية التغيرات الجيولوجية، والمناخية، والتطورية. فقد شهد العصر الكامبري تنوع حيوي يعتبر الأسرع والأوسع انتشارا في تاريخ الأرض، وقد عرف باسم الانفجار الكامبري، الذي ظهرت فيه معظم الشعب الحديثة. وقد تطورت خلال حقبة الحياة القديمة كل من: مفصليات الأرجل، والرخويات، والسمك، والبرمائيات، ومندمجات الأقواس وثنائيات الأقواس. بدأت الحياة في المحيطات وانتقلت في النهاية إلى اليابسة، وفي أواخر حقبة الحياة القديمة، سيطرت على اليابسة أشكال مختلفة من الكائنات الحية. غطت القارات غابات كبيرة من النباتات البدائية، وقد شكل الكثير منها طبقات الفحم في أوروبا وشرق أمريكا الشمالية. وبنهاية الحقبة، سادت الزواحف المندمجة والثنائية الأقواس الكبيرة والمتطورة، وظهرت أولى النباتات الحديثة (المخروطيات).
انتهت حقبة الحياة القديمة بأكبر انقراض جماعي في تاريخ الأرض، حدث انقراض البرمي-الثلاثي. وكانت آثار هذه الكارثة المدمرة بأن أنهكت الحياة على الأرض مدة 30 مليون سنة حتى تعافت في حقبة الحياة الوسطى. وكان انتعاش الحياة في البحر أسرع بكثير.

## أقسامه
| الحقبة          | العصر       | أهم الأحداث | البداية (م.س.مضت) |
| --------------- | ----------- | --- | ----------------- |
| الحياة الوسطى   | الثلاثي     | أحدث | أحدث              |
| الحياة القديمة  | البرمي      | - أحداث جيولوجية: توحدت اليابسة لتتكون القارة العملاقة بانجيا ونشوء جبال الأورال، وجبال أواتشيتا، وجبال الأبالاش، من بين سلاسل جبلية أخرى (كما تشكل المحيط العملاق بانثالاسا أو المحيط الهادئ البدائي). نهاية التجلد البرمي الكربوني. المناخ حار وجاف. انخفاض محتمل في مستويات الأكسجين. تكون جبال أواشيتا واينوتيان في أمريكا الشمالية. تناقص تدريجي في حركة تكون جبال الأورال في أوروبا/آسيا. تكون جبال ألتاي في آسيا، بداية تكون جبال هنتر-بوين في القارة الأسترالية (تقريبا قبل 260 - 225 مليون سنة)، مما أدى إلى تكوين حزام نيو إنجلاند المطوي. - أحداث حيوية : انتشار وهيمنة مندمجات الأقواس (البليكوصورات ووحشيات الأقواس)، في حين تظل نظيرات الزواحف مقسومات الفقار والبرمائيات شائعة، ومن المحتمل أن تكون الأخيرة قد أدت إلى ظهور البرمائيات الحديثة في هذا العصر. في منتصف العصر البرمي، أحتلت السراخس والنباتات البذرية محل النباتات الذئبية. تطورت الخنافس والذباب. انقرضت مفصليات الأرجل الكبيرة وأشباه رباعيات الأطراف. ازدهرت الحياة البحرية في الشعاب المرجانية الضحلة الدافئة؛ كثرت البرودكتيدات، والملولبيات وعضديات الأرجل، وذوات الصدفتين، والمنخربات، والأمونيت (بما في ذلك الغونياتيت)، ومستقيمات القرن. تنشأ الزواحف التاجية من ثنائيات الأقواس السابقة، وتنقسم إلى أسلاف أشباه العظايا الحرشفية، والكيوينوصوريدات، والکورستوديرات، والأركوصورات، وسلاحف ذات الدرع، والإكثيوصورات، والثالاتوصورات، العظائيات الزعنفية. تتطور كلبيات الأسنان من وحشيات الأقواس الأكبر. انقراض أولسون (273 مليون سنة مضت)، وانقراض نهاية الكابتاني (260 مليون سنة مضت)، انقراض البرمي-الثلاثي(252 مليون سنة مضت) حدوثه واحدا تلو الآخر: أنقرض تقريبا 80% من الحياة على الأرض، شملت معظم العوالق الرتيرية، والشعاب المرجانية (الصفائحيات والمرجانيات المجعدة تختفي نهائيا)، وعضديات الأرجل، والحيوانات الحزازية، وبطنيات القدم، والأمونيات (تموت الغوناتيت بالكامل)، والحشرات، ونظيرات الزواحف، ومندمجات الأقواس، والبرمائيات، وزنابق البحر (لم ينج منها سوى المتمفصلات)، وجميع عريضات الأجنحة، وثلاثيات الفصوص، والجرابتوليت، والهيوليثانيات، وزنابق البحر الحشيانية، وبراعم البحر، والقرشيات الشوكية. | 298.9 ± 0.15      |
| الحياة القديمة  | الفحمي      | - أحداث جيولوجية: - أحداث حيوية : بداية ظهور الزواحف وزيادة عدد الأسماك حيث ظهر 200 نوع من القروش. ثم ظهرت الحشرات المجنحة العملاقة وأشجار السرخس الكبيرة. وفي طبقته الصخرية ظهر الفحم الحجري وبقايا النباتات الزهرية بالغابات الشاسعة التي كانت أشجارها غارقة بالمياه التي كانت تغطي أراضيها. فظهرت أشجار السرخس الطويلة وبعض الطحالب كانت كأشجار تعلو. وكانت حشرة اليعسوب عملاقة وكان لها أربعة أجنحة طول كل منها مترا. وكانت الضفادع في حجم العجل وبعضها له 3 عيون وكانت العين الثالثة فوق قمة الرأس وتظل مفتوحة للحراسة. | 358.86 ± 0.14     |
| الحياة القديمة  | الديفوني    | - أحداث جيولوجية: تستمر "القارة الحمراء القديمة" أورأمريكا بعد تكون جبال كاليدونيا. بداية تكون الجبال الآكادية المعاكسة لجبال الأطلس في شمال أفريقيا، وجبال الأبالاش في أمريكا الشمالية، وكذلك تكون جبال أنتلير، الفارسيكية، وتوهوا في نيوزيلندا. - أحداث حيوية : بداية ظهور نباتات الحزازيات الذئبية، والسراخس، والنباتات البذرية (السرخسيات البذرية، وعاريات البذور البدائية)، ظهور أشجار (السراخس العتيقة)، ظهور الحشرات المجنحة (قديمة الأجنحة وحديثات الأجنحة). انتشر في البحار والمحيطات عضديات الأرجل مثل الأترايبد [الإنجليزية] والستروفومنيدا [الإنجليزية] والشعاب المرجانية مثل المرجانيات المجعدة والصفائحيات وزنابق البحر. ظهور رأسيات الأرجل الملتفة بالكامل (الأأمونيتات والبحارانيات، مستقلة) مع وفرة المجموعة الأولى (وخاصة الغونياتيت). تراجع أعداد ثلاثيات الفصوص وقوقعيات الأدمة، بينما تكاثرت الأسماك الفكية (لوحيات الأدمة، ولحميات الزعانف، والأسماك العظمية ذات الزعانف الفصية والشعاعية، والقرشيات الشوكية والأسماك الغضروفية البدائية). تحول بعض أسماك الزعانف الفصية إلى أسماك بأرجل وأصابع، ثم تحولت ببطء إلى برمائيات. تموت آخر الارتيوبودا الغير ثلاثية الفصوص. ظهور عشاريات الأرجل (مثل الروبيان) ومتساويات الأقدام. يؤدي الضغط الناتج عن الأسماك الفكية إلى انحدار عريضات الأجنحة وفقدان بعض رأسيات الأرجل لأصدافها بينما تختفي الأنومالوكاريدات. أدت سلسلة من الانقراضات، بما في ذلك انقراضي كيلواسر وهانجنبرج الكبيرين، إلى القضاء على العديد من الاكريتارك، والمرجان، والإسفنج، والرخويات، وثلاثيات الفصوص، وعريضات الأجنحة، والجرابتوليت، وعضديات الأرجل، والزنابقيات (على سبيل المثال جميع الكيسانيات)، والأسماك، بما في ذلك جميع لوحيات الأدمة وقوقعيات الأدمة. | 419.62 ± 1.36     |
| الحياة القديمة  | السيلوري    | - أحداث جيولوجية: زادت سماكة طبقة الأوزون. بداية تكون الجبال الكاليدونية (تصادم بين لورنشيا وبالطيقيا وأحد الأراضي الصغيرة من غندوانا سابقًا) لتشكل التلال في إنجلترا، وايرلندا، وويلز، واسكتلندا وسلسلة الجبال الإسكندنافية. كما استمر تكون الجبال الأكادينية حتى العصر الديفوني (وبالتالي تشكلت أوراسيا). تناقص تدريجي في حركة تكون جبال تاكون. انتهاء الفترة الجليدية في وقت متأخر من هذا العصرة بعد أن بدأت في أواخر العصر الأوردوفيشي. تناقص تدريجي في تكون جبال لاكلان في القارة الاسترالية. - أحداث حيوية : ظهور النباتات الوعائية ومفصليات الأرجل الأرضية: كثيرات الأرجل، وسداسيات الأرجل (بما في ذلك الحشرات)، والعناكب. أنتشار سريع لعريضات الأجنحة. أستمرار رأسيات الأرجل في الازدهار. أنشار الأسماك الفكية الحقيقية في البحار، جنبًا إلى جنب مع قوقعيات الأدمة. أنتشار كثير لكل من المرجان الصفائحي والمتعرج، وعضديات الأرجل (خمسيات الورك، المخطميات، إلخ)، والكيسانيات وزنابق البحر. تنوع ثلاثيات الفصوص والرخويات؛ أما الجرابتوليت فلم كن متنوعة بنفس القدر. ثلاثة انقراضات طفيفة. انقراض بعض شوكيات الجلد. | 443.1 ± 0.9       |
| الحياة القديمة  | الأوردوفيشي | - أحداث جيولوجية: - أحداث حيوية : بداية حدث الأوردوفيشي العظيم للتنوع الحيوي مع زيادة عدد العوالق: تنوع اللافقاريات إلى العديد من الأنواع الجديدة (خاصة عضديات الأرجل والرخويات؛ على سبيل المثال رأسيات الأرجل ذات الصدفة الطويلة المستقيمة مثل مستقيمات القرن الطويلة والمتنوعة). ظهور المرجان، وعضديات الأرجل (مثل أورثيدا، والستروفومنيدا، الخ.)، وذوات الصدفتين، ورأسيات الأرجل (البحاريات)، والثلاثيات الفصوص، والصدفيات، والحيوانات الحزازية، وأنواع كثيرة من شوكيات الجلد (براعم البحر، والكيسانيات، وزنابق البحر، وقنافذ البحر، وخيار البحر، والأشكال الشبيهة بالحيوانات النجمية، إلخ)، والجرابتوليتات المتشعبة، وأصناف أخرى شائعة. لا زالت الاكريتاركات موجودة وشائعة. أصبحت رأسيات الأرجل مهيمنة وشائعة، مع ميل بعضها إلى الصدفة الحلزونية. تناقص الأنومالوكاريدات. ظهرت النوتيانيات الغامضة. ظهرت أسماك عريضات الأجنحة وقوقعيات الأدمة، وربما كانت الأخيرة سبباً في ظهور الأسماك الفكية في نهاية العصر. ظهرت الفطريات البرية الغير مثيرة للجدل والنباتات الأرضية بالكامل. العصر الجليدي في نهاية هذا العصر، فضلاً عن سلسلة من أحداث الانقراضات الجماعية، مما أدى إلى مقتل بعض رأسيات الأرجل والعديد من عضديات الأرجل، والحيوانات الحزازية، وشوكيات الجلد، والجرابتولايت، وثلاثيات الفصوص، والمحاريات، والشعاب المرجانية، ومخروطيات الأسنان. | 486.85 ± 1.5      |
| الحياة القديمة  | الكمبري     | | 538.8 ± 0.6       |
| الطلائع الحديثة | الإدياكاري  | أقدم | أقدم              |

## جيولوجيا
في أمريكا الشمالية، بدأت الحقبة بأحواض رسوبية عميقة على طول الجانب الشرقي والجنوب شرقي والغربي من القارة في حين كانت الأراضي الداخلية جافة. كما استمرت البحار الهامشية باجتياحها بشكل دوري على المناطق الداخلية مستقرة وتركت أثر الصخور الرسوبية. خلال بدايات من هذه الحقبة، تآكلت الصخور في وسط كندا في المناطق الخاضعة لما قبل الكمبري، بحيث زادت الرواسب في الأحواض من الداخل. في بداية عصر الأوردوفيشي، تشكلت الجبال في الجزء الشرقي من منطقة الآبالاش خلال الفترة المتبقية من الحقبة، مما جلب رواسب جديدة. غطت الرواسب المنحدرة من جبال الأكادية الجزء الغربي من أحواض الآبالاش لتشكل مستنقعات الفحم الشهيرة في العصر الكربوني. لا يستخدم مصطلح العصر الفحمي (carboniferous) في أمريكا الشمالية بشكل عام، بل بدلا من ذلك تم تقسيم الوقت ما بين عصري المسيسيبي والبنسلفاني بسبب اختلافات الصخور الرسوبية خلال تلك الفترة. يتميز عصر المسيسيبي بالرواسب الجيرية في البحار الضحلة، وعادة مع أحافير زنابق البحر الوفيرة كما في تشكيل برلنغتون. ويتميز عصر البنسلفاني بالرواسب البرية مثل الرمال، الصخر الطيني والأهم من ذلك الفحم. ويتم الحصول على معظم النفط والغاز من رواسب البنسلفاني.
تشير دراسات المناخ القديم من الأنهار الجليدية أن منطقة وسط أفريقيا كانت شبيهة بحد كبير من المناطق القطبية خلال بدايات الحقبة الأولية.
- بدايات الحقبة الأولية: بداية تشكل القارة الضخمة غندوانا أو أنها قد تشكلت مسبقا.
- منتصف الحقبة الأولية: اصطدمت قارتي أمريكا الشمالية وأوروبا ونتج عن ذلك ارتفاعات الأكادية-كالدونيان، ورفعت الصفيحة الانغرازية شرق استراليا.
- أواخر الحقبة الأولية: شكلت الاصطدامات القارية بانجيا العملاقة وأدت تكون بعض السلاسل الجبلية الكبيرة، منها الابالاتشيا، الأورال وجبال تسمانيا.

بعد بداية الحقبة الأولية بوقت قصير تفككف القارة العملاقة بانوتيا. وطول مدة الحقبة الأولية المبكرة، تكسرت اليابسة إلى عدد كبير من القارات. وقرب نهاية الحقبة تجمعت القارات معا لتكون القارة الكبرى بانجيا التي شملت معظم مساحة اليابسة في الكرة الأرضية.

## المناخ
كان عصري الأوردوفيشي والسيلوري دافئين، مع ارتفاع لمستويات سطح البحر (200 متر أعلى مما هي عليه اليوم)؛ ولم يشمل هذه الفترة الحارة سوى 30 مليون سنة فقط فترة باردة، وبلغت ذروة البرودة في بداية الحقبة الأولية في تجلد مرحلة الهيرنانتي (Hirnantian).
يعتقد أن مناخ الكمبري المبكر كان معتدل في البداية، ثم أصبح يميل إلى الدفء شيئا فشيئا على مدار عصر الكمبري، وقد تسبب ثاني أكبر ارتفاع مستمر لمستوى سطح البحر في دهر البشائر وما زال مستمرا. وقد نتج عن ذلك تحرك القارة الكبرى غندوانا باتجاه الجنوب بسرعة كبيرة، وفي الأوردوفيشي أصبح معظم غندوانا الغربية (أفريقيا وأمريكا الجنوبية) فوق القطب الجنوبي.

### مناخ بداية الحقبة
كان أقليمي وأكثر دفئا، ولكن المساحة التي تعيش فيها معظم الكائنات الحية في وقت الجرف القاري للبيئة البحرية أصبح أكثر برودة. بقيت قارتي بالطيقا (شمال أوروبا وروسيا) ولورنتيا (شرق أمريكا الشمالية وغرينلاند) في المنطقة الاستوائية، بينما بقي كل من الصين واستراليا في المياه التي كانت معتدلة. انتهت الحقبة الأولية المبكرة، بشكل مفاجيء بالعصر الجليدي في أواخر الأوردوفيشي. وقد سببت موجة البرد بثاني أعظم انقراض الجماعي في دهر البشائر. ومع الوقت انتقل الطقس الحار إلى الحقبة الأولية.

### مناخ وسط الحقبة
كان مستقرا. وكان مستوى سطح البحر منخفضا تزامنا مع العصر الجليدي، لكنه تراجع ببطء خلال مدة السيلوري والديفوني. حصل اندماج بطيء لبلطيقا ولورنتيا، وتحركة اجزاء من جندوانا شمالا وتكونت مناطق جديدة دافئة نسبيا، وبحارها ضحلة. كما أنتشرت النباتات على الهوامش القارية، وارتفعت مستويات الأوكسجين وانخفض ثاني أكسيد الكربون. وبدأت درجة حرارة بالعتدال تدريجيا من الشمال إلى الجنوب. أنتهى العصر الديفوني بسلسلة من نبضات دوارة قتلت الكثير من الحياة الفقارية لحياة وسط الحقبة.

### مناخ نهاية الحقبة
تركت لنا نهاية الحقبة الكثير من علامات الاستفهام جيدة. بدأ عصر المسيسيبي بارتفاع حاد في أكسجين الغلاف الجوي، وانخفاض في ثاني أكسيد الكربون إلى أدنى مستوياتها. سبب هذا بزعزعة استقرار المناخ، وأدى إلى عصر وربما اثنين من العصور الجليدية خلال العصر الفحمي. وكانت أكثر حدة بكثير من تجلد الاوردوفيشي المتأخر. ولكن كانت التأثيرات هذه المرة على الكائنات الحية الغير هامة. قبل فترة السسورالي، رجعت مستويات كل من الأكسجين وثاني أكسيد الكربون إلى طبيعتها. من جهة ثانية، شكل تجمع بانجيا مناطق داخلية ضخمة وجافة، تخضع لدرجات حرارة قصوى. وترتبط فترة اللوبنجي بانخفاض مستوى سطح البحر، وزيادة ثاني أكسيد الكربون وتدهور المناخ العام، وبلغت ذروتها في انقراض العصر البرمي الترياسي.

## الأحياء
يعتبر المحتوى البيولوجي للحقة الأولية غني جدا؛ ويشمل العديد من أشكال الحياة المائية: الطحالب، الإسفنجيات، الشعاب المرجانية، ذراعيات الأرجل، الرخويات، ثنائيات الصدفة، بطنيات القدم والرأسقدميات؛ وتشمل مفصليات الأرجل مثل ثلاثية الفصوص والحشرات الأولية. وأيضا العناكب الأولى (تعتبر الحيوانات البرية الأولى) وشوكيات الجلد. أيضا في هذه الحقبة كان ظهور الفقاريات الأولى مثل لوحيات الأدمة، والبرمائيات، وأيضا الزواحف الأولى. كثرت النباتات الوعائية والنباتات اللازهرية الوعائية المتطورة (أو السرخسيات) بشكل ملحوظ في العصر الكربوني.

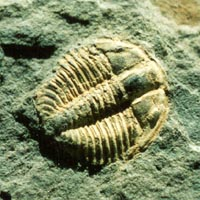
ثلاثية الفصوص (الكامبري)
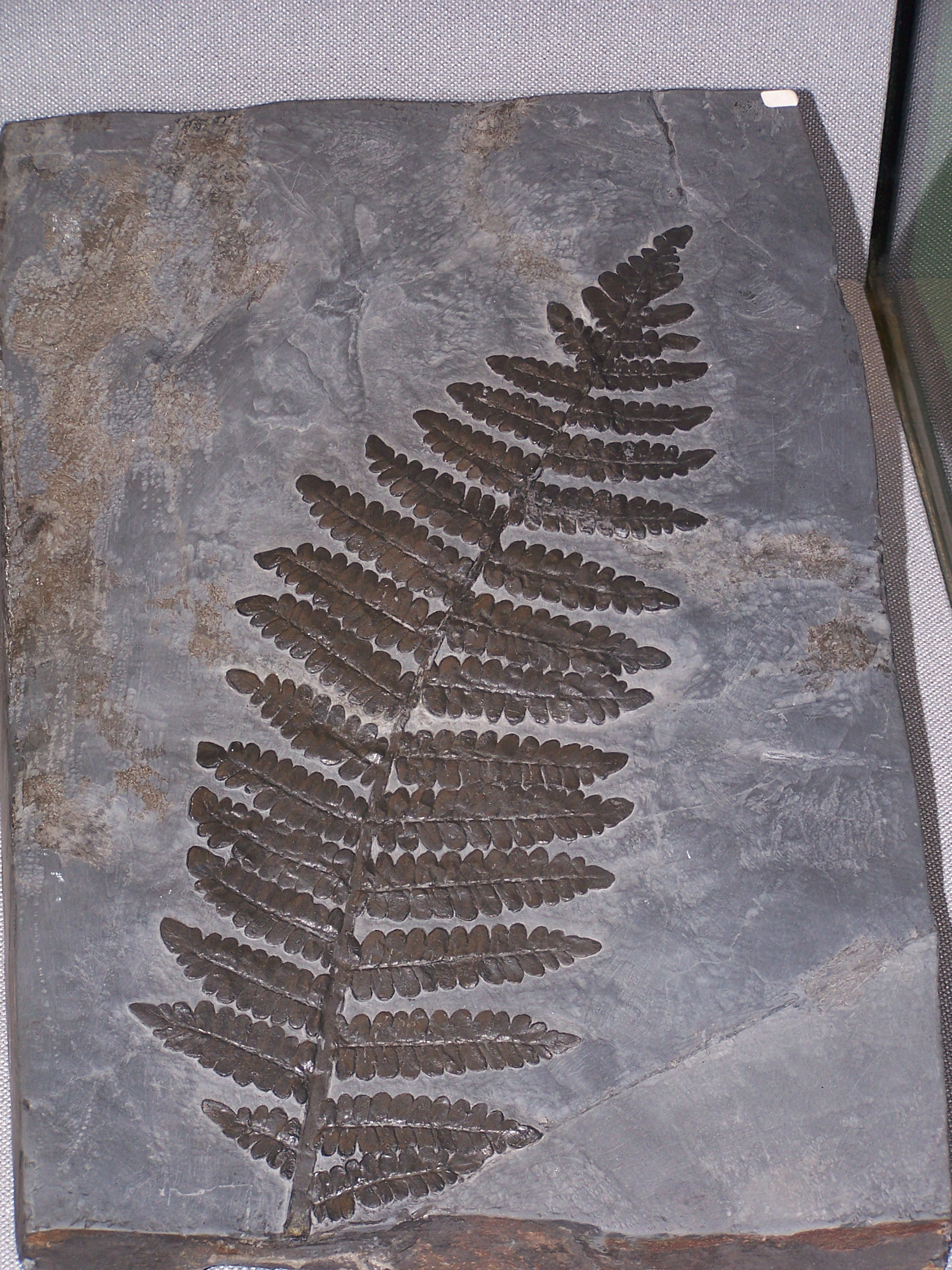
السراخس (العصر الفحمي)
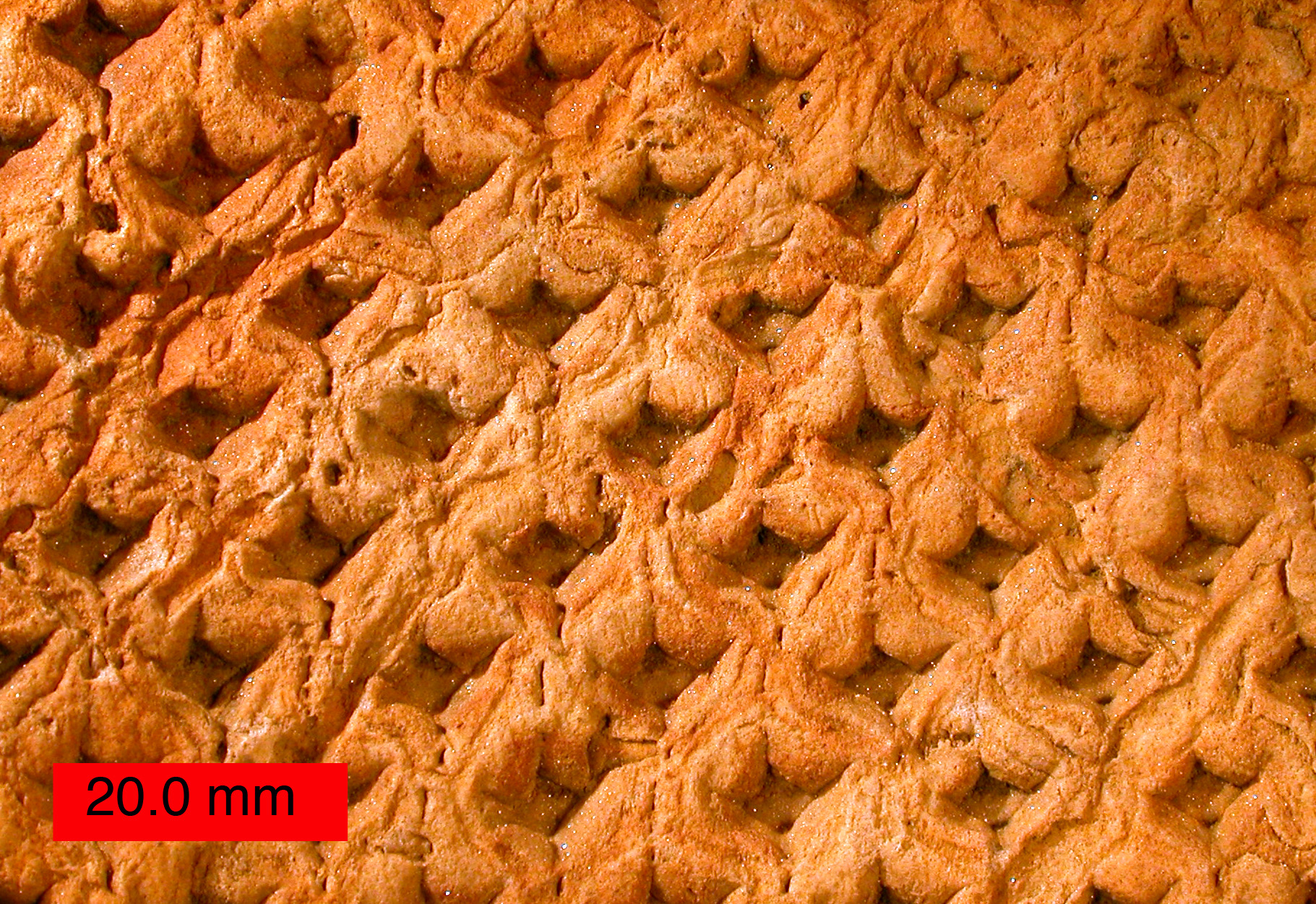
النباتات الحرشفية (العصر الفحمي)